# فيرنون والاس طومسون
فيرنون والاس طومسون (بالإنجليزية Vernon Wallace Thomson) وهو سياسي أمريكي ينتمي إلى الحزب الجمهوري ولد فيرنون والاس طومسون في 5 كانون الأول - ديسمبر من سنة 1905 في ولاية ويسكنسن في عام 1932 نال طومسون شهادة القانون من جامعة ويسكونسن-ماديسون. كان طومسون رئيسا لبلدية ريتشلاند بولاية ويسكنسن ما بين عامي 1944 إلى عام 1951 شغل طومسون منصب حاكم على ولاية ويسكنسن من عام 1957 إلى عام 1959 توفي فيرنون والاس طومسون في 2 نيسان - أبريل من سنة 1988 في العاصمة الأمريكية واشنطن.